# Заманов, Эльмар Юрьевич
Эльмар Юрьевич (Хаирбекович) Заманов (1936 год, с. Субботовка, Могилёв-Подольский район, Винницкая область, Украинская ССР, СССР) — Председатель Махачкалинского горисполкома (1981—1986). По национальности — лезгин.

## Биография
Родился в 1936 году в селе Субботовка Винницкой области, Украинской ССР, в семье военнослужащего полковника Хаирбека Заманова, который проходил в те годы службу в Могилёв-Польском УРе, окончил МВТУ им. Баумана и Ростовскую высшую партшколу. Трудовую деятельность начал в 1960 году на заводе им. Гаджиева в Махачкале, работал инженером-конструктором, главным конструктором, секретарем парткома, главным инженером предприятия. В 1975 году выдвинут на партийную работу, избран вторым секретарем Махачкалинского горкома партии. С 1981 по 1986 годы занимал должность председателя Махачкалинского горисполкома. Награжден орденом «Знак Почета», медалями «За трудовую доблесть», «Ветеран труда».